# Кілектор

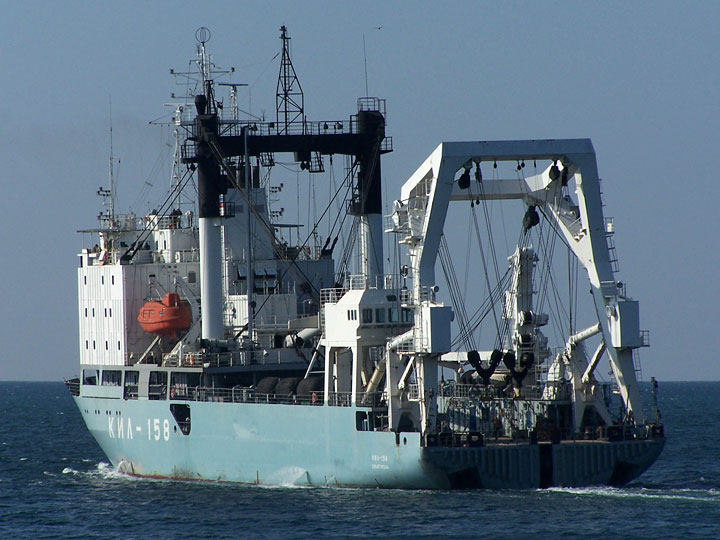
Допоміжне військове судно «КІЛ-158»

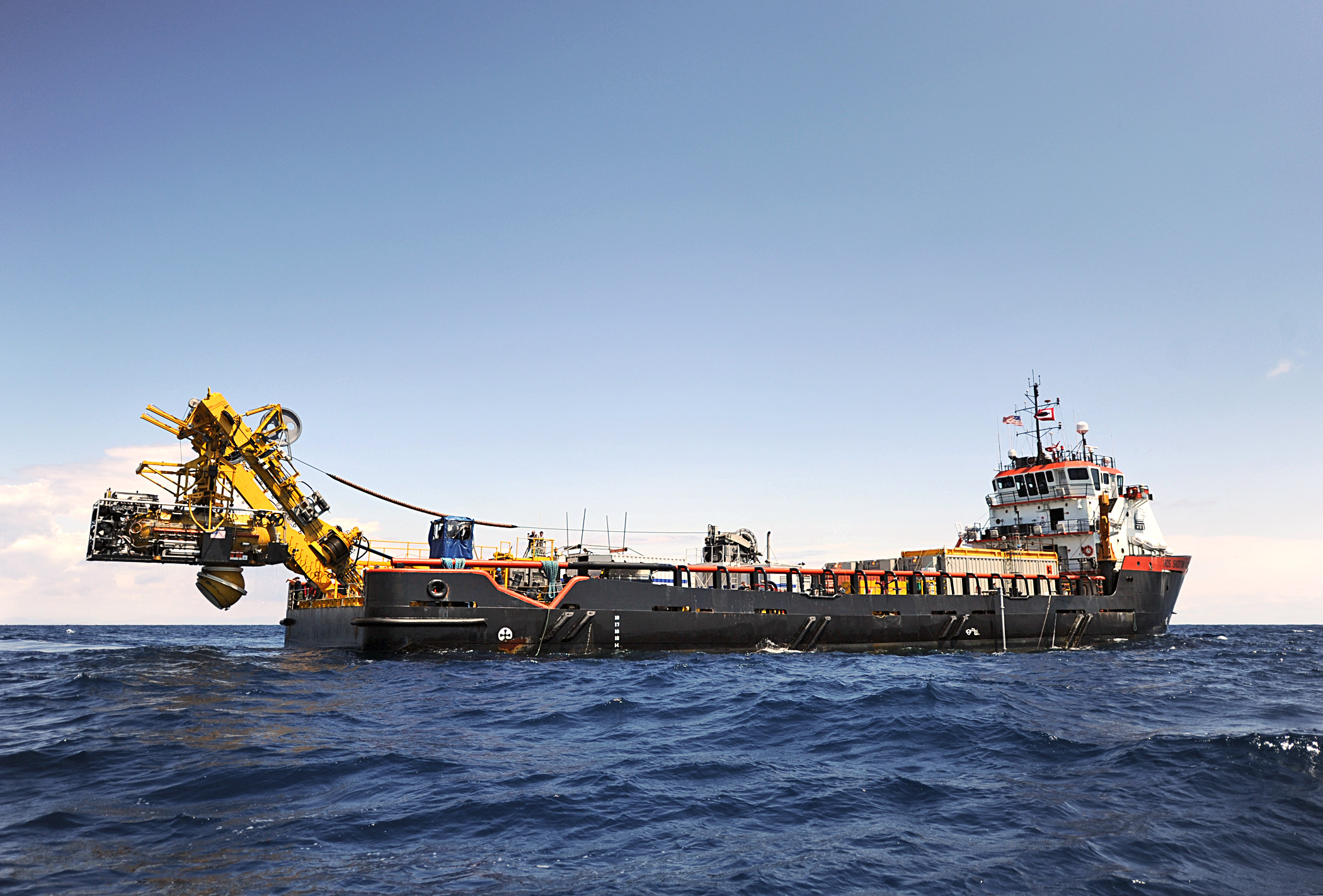
Кілекторне судно HOS Shooting Star

Кіле́ктор (нід. kiellichter — «плавучий вантажопідйомник») — судно, зазвичай низькобортове однопалубне, з потужними вантажопідйомними пристроями (у кормовій частині) для піднімання затонулих якорів, бонів (бумів), розчищення фарватеру та виконання інших портових робіт.